# Торнадо (фільм, 1917)
«Торнадо» (англ. The Tornado) — німий чорно-білий короткометражний вестерн Джона Форда. Прем'єра відбулася 28 серпня 1924 року. Це був дебютний фільм Форда як режисера. Фільм вважається загублений

## У ролях
- Джон Форд, як Джек Форд — Джек Дейтон
- Жан Хетевей — Мати Джека
- Пітер Джеральд — Пендлтон, банкір з Рок-Рівер
- Елсі Торнтон — Бесс, дочка Джека
- Дюк Ворн — Леспар, ватажок банди Койотів
- Джон Даффі — Слік, партнер Джека